# Stigmatopora macropterygia
Stigmatopora macropterygia är en fiskart som beskrevs av Duméril 1870. Stigmatopora macropterygia ingår i släktet Stigmatopora och familjen kantnålsfiskar. Inga underarter finns listade i Catalogue of Life.